# Tristagma sellowianum
Tristagma sellowianum là một loài thực vật có hoa trong họ Amaryllidaceae. Loài này được (Kunth) Traub miêu tả khoa học đầu tiên năm 1963.